# Letnie Grand Prix kobiet w skokach narciarskich 2017
Letnie Grand Prix kobiet w skokach narciarskich 2017 – 6. edycja Letniego Grand Prix kobiet, która rozpoczęła się 12 sierpnia 2017 w Courchevel, a zakończyła 10 września 2017 w Czajkowskim. Cykl składał się z 5 konkursów indywidualnych.
Ostateczny kalendarz Letniego Grand Prix 2017 został zatwierdzony w maju 2017 roku podczas kongresu FIS w Portorožu.

## Zwycięzcy

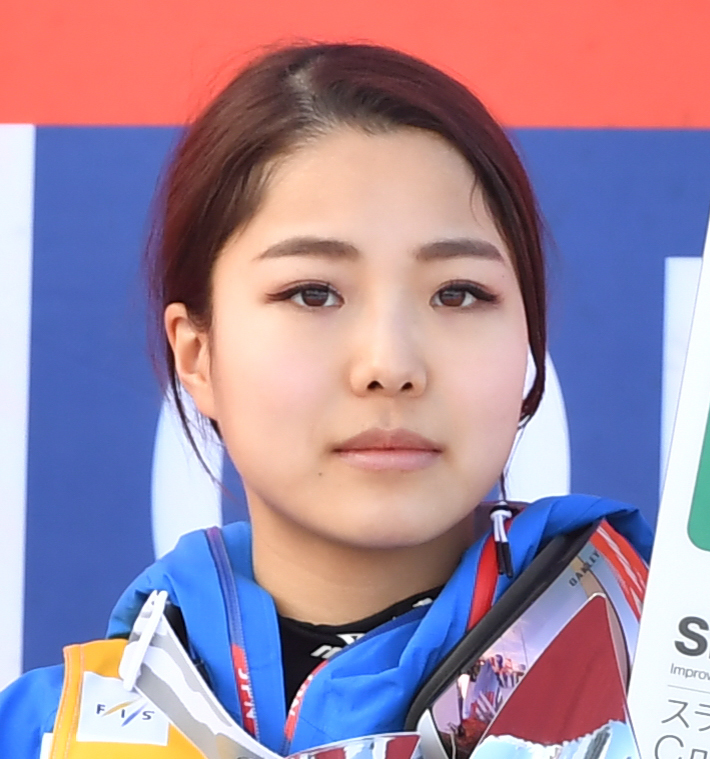
Sara Takanashi, zwyciężczyni klasyfikacji generalnej LGP kobiet 2017.
Reprezentacja Japonii, zwycięzca klasyfikacji Pucharu Narodów.

## Kalendarz i wyniki
| Lp.                                                  | Data                                                 | Miejscowość                                          | HS                                                   | Szczegóły                                            | Uwagi                                                | 1. miejsce        | 2. miejsce       | 3. miejsce             |
| ---------------------------------------------------- | ---------------------------------------------------- | ---------------------------------------------------- | ---------------------------------------------------- | ---------------------------------------------------- | ---------------------------------------------------- | ----------------- | ---------------- | ---------------------- |
| 1.                                                   | 11 sierpnia 2017                                     | Courchevel                                           | HS-96                                                | szczegóły                                            | –                                                    | Katharina Althaus | Sara Takanashi   | Yūki Itō               |
| 2.                                                   | 18 sierpnia 2017                                     | Frenštát                                             | HS-106                                               | szczegóły                                            | –                                                    | Yūki Itō          | Lucile Morat     | Maren Lundby           |
| 3.                                                   | 19 sierpnia 2017                                     | Frenštát                                             | HS-106                                               | szczegóły                                            | –                                                    | Sara Takanashi    | Maren Lundby     | Yūki Itō               |
| 4.                                                   | 9 września 2017                                      | Czajkowskij                                          | HS-106                                               | szczegóły                                            | –                                                    | Sara Takanashi    | Julia Kykkänen   | Irina Awwakumowa       |
| 5.                                                   | 10 września 2017                                     | Czajkowskij                                          | HS-106                                               | szczegóły                                            | –                                                    | Sara Takanashi    | Irina Awwakumowa | Maja Vtič Maren Lundby |
| Letnie Grand Prix kobiet 2017 – klasyfikacja końcowa | Letnie Grand Prix kobiet 2017 – klasyfikacja końcowa | Letnie Grand Prix kobiet 2017 – klasyfikacja końcowa | Letnie Grand Prix kobiet 2017 – klasyfikacja końcowa | Letnie Grand Prix kobiet 2017 – klasyfikacja końcowa | Letnie Grand Prix kobiet 2017 – klasyfikacja końcowa | Sara Takanashi    | Irina Awwakumowa | Maren Lundby           |

## Skocznie
W tabeli podano rekordy skoczni obowiązujące przed rozpoczęciem Letniego Grand Prix 2017 lub ustanowione w trakcie jego trwania.
|            | Nazwa skoczni    | Miejscowość | Punkt K | HS     | Rekord skoczni | Rekord skoczni         | Rekord skoczni |
| ---------- | ---------------- | ----------- | ------- | ------ | -------------- | ---------------------- | -------------- |
|            | Tremplin du Praz | Courchevel  | K-90    | HS-96  | 100,5 m        | Daniela Iraschko-Stolz | 15.08.2012     |
|            | Areal Horečky    | Frenštát    | K-95    | HS-106 | 102,5 m        | Michaela Doleželová    | 30.08.2014     |
|            | Snieżynka        | Czajkowskij | K-95    | HS-106 | 106,5 m        | Sara Takanashi         | 10.09.2016     |
| 11.09.2016 | Snieżynka        | Czajkowskij | K-95    | HS-106 | 106,5 m        | Sara Takanashi         |                |

## Statystyki indywidualne
| Zawodniczka | Courchevel 12.08 | Frenštát 18.08 | Frenštát 19.08 | Czajkowskij 09.09 | Czajkowskij 10.09 |
| Austria | Austria          | Austria        | Austria        | Austria           | Austria           |
| --- | ---------------- | -------------- | -------------- | ----------------- | ----------------- |
| Chiara Hölzl | 30               | 21             | 22             | –                 | –                 |
| Sophie Mair | q                | –              | –              | –                 | –                 |
| Eva Pinkelnig | q                | –              | –              | –                 | –                 |
| Claudia Purker | q                | –              | –              | –                 | –                 |
| Elisabeth Raudaschl | q                | –              | –              | –                 | –                 |
| Chiny |                  |                |                |                   |                   |
| Chang Xinyue | –                | –              | –              | 24                | 35                |
| Li Xueyao | –                | –              | –              | q                 | 24                |
| Czechy |                  |                |                |                   |                   |
| Barbora Blažková | q                | 38             | 29             | 38                | 40                |
| Karolína Indráčková | q                | q              | q              | –                 | –                 |
| Marta Křepelková | q                | –              | –              | –                 | –                 |
| Jana Mrákotová | q                | 39             | 40             | q                 | q                 |
| Zdena Pešatová | –                | 36             | 31             | 33                | q                 |
| Michaela Rajnochová | –                | q              | q              | –                 | –                 |
| Finlandia |                  |                |                |                   |                   |
| Julia Kykkänen | q                | 16             | 8              | 2                 | 11                |
| Francja |                  |                |                |                   |                   |
| Océane Avocat Gros | 38               | –              | –              | 39                | q                 |
| Julia Clair | 20               | 30             | q              | –                 | –                 |
| Romane Dieu | 26               | 23             | 25             | 23                | 25                |
| Léa Lemare | 19               | 40             | q              | –                 | –                 |
| Coline Mattel | 32               | q              | 38             | 36                | 33                |
| Lucile Morat | 5                | 2              | 5              | 4                 | 7                 |
| Océane Paillard | 18               | 35             | q              | –                 | –                 |
| Japonia |                  |                |                |                   |                   |
| Yūki Itō | 3                | 1              | 3              | –                 | –                 |
| Kaori Iwabuchi | 13               | 17             | 13             | 8                 | 20                |
| Yūka Setō | 10               | 6              | 6              | 14                | 8                 |
| Sara Takanashi | 2                | q              | 1              | 1                 | 1                 |
| Kanada |                  |                |                |                   |                   |
| Natasha Bodnarchuk | 22               | 10             | 28             | q                 | 32                |
| Natalie Eilers | q                | q              | q              | q                 | q                 |
| Taylor Henrich | 31               | 20             | 37             | 17                | 15                |
| Nicole Maurer | 37               | q              | 34             | 34                | 21                |
| Abigail Strate | 15               | q              | 24             | q                 | 37                |
| Atsuko Tanaka | 34               | 19             | 21             | 27                | q                 |
| Kazachstan |                  |                |                |                   |                   |
| Walentina Sdierżykowa | –                | –              | –              | q                 | q                 |
| Korea Południowa |                  |                |                |                   |                   |
| Park Guy-lim | –                | –              | –              | q                 | q                 |
| Niemcy |                  |                |                |                   |                   |
| Katharina Althaus | 1                | –              | –              | –                 | –                 |
| Gianina Ernst | 24               | 22             | 32             | 35                | 38                |
| Luisa Görlich | 25               | 18             | 27             | q                 | 27                |
| Juliane Seyfarth | 12               | 8              | 17             | 10                | 5                 |
| Ramona Straub | –                | –              | –              | 25                | 19                |
| Svenja Würth | 6                | –              | –              | –                 | –                 |
| Norwegia |                  |                |                |                   |                   |
| Maren Lundby | 7                | 3              | 2              | 6                 | 3                 |
| Silje Opseth | 29               | 29             | 35             | 28                | 14                |
| Polska |                  |                |                |                   |                   |
| Kinga Rajda | q                | q              | q              | –                 | –                 |
| Anna Twardosz | q2               | 37             | q              | –                 | –                 |
| Rosja |                  |                |                |                   |                   |
| Irina Awwakumowa | 4                | 4              | 4              | 3                 | 2                 |
| Aleksandra Barancewa | –                | –              | –              | 22                | 28                |
| Anastasija Barannikowa | 23               | 27             | 11             | 13                | 6                 |
| Lidija Jakowlewa | –                | –              | –              | dsq               | 25                |
| Marija Jakowlewa | –                | –              | –              | 37                | 30                |
| Ksienija Kabłukowa | 36               | q              | q              | 31                | q                 |
| Aleksandra Kustowa | q                | q              | q              | 21                | 13                |
| Stiefanija Nadymowa | –                | –              | –              | q                 | q                 |
| Anna Szpyniowa | –                | –              | –              | 30                | 31                |
| Sofja Tichonowa | 35               | 32             | 23             | 29                | q                 |
| Anna Żukowa | –                | –              | –              | q                 | 39                |
| Rumunia |                  |                |                |                   |                   |
| Daniela Haralambie | 21               | 11             | 26             | 19                | 16                |
| Słowenia |                  |                |                |                   |                   |
| Urša Bogataj | 17               | 13             | 14             | 12                | 12                |
| Jerneja Brecl | q                | –              | –              | –                 | –                 |
| Ema Klinec | 11               | 5              | 7              | 15                | 29                |
| Nika Križnar | q                | 26             | 16             | –                 | –                 |
| Katja Požun | 40               | 14             | 19             | 32                | 23                |
| Špela Rogelj | 9                | 7              | 9              | 9                 | 10                |
| Maja Vtič | –                | 12             | 10             | 7                 | 3                 |
| Stany Zjednoczone |                  |                |                |                   |                   |
| Nita Englund | q                | q              | 30             | 26                | q                 |
| Tara Geraghty-Moats | 27               | 24             | 39             | –                 | –                 |
| Sarah Hendrickson | 8                | 9              | 15             | 18                | 22                |
| Nina Lussi | q                | 34             | 33             | –                 | –                 |
| Abby Ringquist | 16               | 27             | 18             | 16                | 18                |
| Węgry |                  |                |                |                   |                   |
| Virág Vörös | –                | –              | –              | q                 | q                 |
| Włochy |                  |                |                |                   |                   |
| Evelyn Insam | 33               | 25             | 36             | q                 | 34                |
| Lara Malsiner | 25               | 31             | q              | 20                | 36                |
| Manuela Malsiner | 14               | 15             | 12             | 5                 | 9                 |
| Elena Runggaldier | 39               | 33             | 20             | 11                | 17                |
| Legenda |                  |                |                |                   |                   |
| 1-3 4-30 poniżej 30 q – zawodniczka odpadła w kwalifikacjach dns – zawodniczka zgłoszona nie wystartowała w konkursie dsq – zawodniczka zdyskwalifikowana - – zawodniczka niezgłoszona do konkursu |                  |                |                |                   |                   |

## Klasyfikacje
| Źródło  | Źródło                 | Źródło | Źródło |
| Miejsce | Zawodnik               | Punkty |        |
| ------- | ---------------------- | ------ | ------ |
| 1.      | Sara Takanashi         | 380    |        |
| 2.      | Irina Awwakumowa       | 290    |        |
| 3.      | Maren Lundby           | 276    |        |
| 4.      | Lucile Morat           | 256    |        |
| 5.      | Yūki Itō               | 220    |        |
| 6.      | Yūka Setō              | 156    |        |
| 7.      | Julia Kykkänen         | 151    |        |
| 8.      | Špela Rogelj           | 149    |        |
| 9.      | Maja Vtič              | 144    |        |
| 10.     | Juliane Seyfarth       | 139    |        |
| 11.     | Manuela Malsiner       | 130    |        |
| 12.     | Ema Klinec             | 123    |        |
| 13.     | Katharina Althaus      | 100    |        |
| 14.     | Sarah Hendrickson      | 99     |        |
| 15.     | Kaori Iwabuchi         | 97     |        |
| 16.     | Anastasija Barannikowa | 96     |        |
| 16.     | Urša Bogataj           | 96     |        |
| 18.     | Daniela Haralambie     | 66     |        |
| 19.     | Abby Ringquist         | 60     |        |
| 20.     | Elena Runggaldier      | 49     |        |
| 21.     | Taylor Henrich         | 41     |        |
| 22.     | Svenja Würth           | 40     |        |
| 23.     | Natasha Bodnarchuk     | 38     |        |
| 23.     | Katja Požun            | 38     |        |
| 25.     | Romane Dieu            | 33     |        |
| 26.     | Aleksandra Kustowa     | 30     |        |
| 27.     | Luisa Görlich          | 27     |        |
| 28.     | Atsuko Tanaka          | 26     |        |
| 29.     | Silje Opseth           | 25     |        |
| 30.     | Abigail Strate         | 23     |        |
| 31.     | Nika Križnar           | 20     |        |
| 31.     | Chiara Hölzl           | 20     |        |
| 33.     | Ramona Straub          | 18     |        |
| 34.     | Gianina Ernst          | 16     |        |
| 35.     | Lara Malsiner          | 14     |        |
| 36.     | Océane Paillard        | 13     |        |
| 37.     | Léa Lemare             | 12     |        |
| 37.     | Aleksandra Barancewa   | 12     |        |
| 37.     | Julia Clair            | 12     |        |
| 40.     | Tara Geraghty-Moats    | 11     |        |
| 41.     | Sofja Tichonowa        | 10     |        |
| 41.     | Nicole Maurer          | 10     |        |
| 43.     | Xinyue Chang           | 7      |        |
| 43.     | Xueyao Li              | 7      |        |
| 45.     | Nita Englund           | 6      |        |
| 45.     | Evelyn Insam           | 6      |        |
| 45.     | Lidija Jakowlewa       | 6      |        |
| 48.     | Barbora Blažková       | 2      |        |
| 49.     | Anna Szpyniowa         | 1      |        |
| 49.     | Marija Jakowlewa       | 1      |        |

| Źródło  | Źródło            | Źródło | Źródło |
| Miejsce | Reprezentacja     | Punkty |        |
| ------- | ----------------- | ------ | ------ |
| 1.      | Japonia           | 853    |        |
| 2.      | Słowenia          | 570    |        |
| 3.      | Rosja             | 446    |        |
| 4.      | Niemcy            | 340    |        |
| 5.      | Francja           | 326    |        |
| 6.      | Norwegia          | 301    |        |
| 7.      | Włochy            | 199    |        |
| 8.      | Stany Zjednoczone | 176    |        |
| 9.      | Finlandia         | 151    |        |
| 10.     | Kanada            | 138    |        |
| 11.     | Rumunia           | 66     |        |
| 12.     | Austria           | 20     |        |
| 13.     | Chiny             | 14     |        |
| 14.     | Czechy            | 2      |        |